# Dunas de Tatón
Las dunas de Tatón, o dunas de Medanitos, constituyen una zona desértica en las cercanías de la localidad de Tatón, Catamarca, caracterizada por presentar una gran cantidad de dunas o médanos de tamaño considerable. Allí se encuentra la duna Federico Kirbus, considerada la más alta del mundo.

## Ubicación
Esta zona se localiza al oeste de la provincia de Catamarca, en el departamento de Tinogasta. Se encuentra próxima tanto a la localidad de Tatón como a Fiambalá. 

## Paisaje
El lugar se caracteriza, como su nombre lo indica, por la predominancia de dunas (también llamadas médanos), las cuales se extienden entre los cerros, cambiando sus formas por la fuerza del viento. El paisaje fue descrito por el geólogo Alfred Stelzner como «glaciares de arena».
Es un ejemplo de combinación de puna y prepuna en el oeste sudamericano.

## Recreación
En el lugar se llevan a cabo principalmente actividades relacionadas con el sandboard y travesías con vehículos 4X4. Además, constituye uno de los parajes preferidos por el Dakar para sus competencias.

## Duna Federico Kirbus
En las dunas de Medanitos se encuentra la duna Federico Kirbus, con 1230 m s. n. m. Es considerada la duna más elevada del mundo, muy por delante de la segunda, la también americana Duna Grande de Perú.